# 薗部博之
薗部 博之（そのべ ひろゆき、1961年7月3日 - ）は、日本のゲームクリエイター、馬主。
株式会社パリティビット創業者・代表取締役。

## 略歴
茨城県立下妻第一高等学校、早稲田大学理工学部機械工学科卒業。学生時代に株式会社アスキーが発行するパソコン雑誌ログインに応募したゲーム『タンクバトル』が採用され、それが縁でアスキーでアルバイトを始め、卒業後の1984年にアスキーへ正社員として入社する。アスキーではゲーム開発に主に携わり、1988年に『ベストプレープロ野球』を開発。アスキー編集者時代はゲームを会社で「カセットテープが載った本」として売っていたため、それを社内で「第二出版」と呼んでいたが、当時ゲーム開発は呼び寄せた学生による仕事であった。社員はゲーム開発に関して現場監督以外として関わることが許されなかったため、自ら製作したいときには勤務時間外に家で開発した。1989年に退社後フリーとなるが、アスキーとの協力関係は続き、1991年に競馬シミュレーションゲーム『ダービースタリオン』を開発した。
アスキー時代当時はゲーム業界が未成熟であったため、見よう見まねでゲームを作っていた。時には『ミルキーキャット』のように、『ペンゴ』（1982年・セガ）を模倣したと本人が自認するような、現代ではコンプライアンス上問題のある作品までリリースし、本人は「本当にひどかったんだよ。勝手にゲームセンターのゲームをパクってたしね」と振り返っている。
1996年より、雑誌『サラブレ』の企画をきっかけに中央競馬の馬主ともなる（勝負服は母校・早大ラグビー部のユニフォームを模したデザイン）。1996年5月に発表された長者番付では「その他・芸能人部門」で5位に入った。
1996年にアスキーでゲーム部門を担当していた塩崎剛三らがアクセラを設立すると、薗部は塩崎の誘いに応じてアクセラに出資し、同社取締役となる。しかしダビスタ等の開発チームはアスキーに残ったため、宙に浮いた薗部はその後独立し、パリティビットを設立する。

## 代表作品
- ダービースタリオンシリーズ
- ベストプレープロ野球シリーズ
- 競艇WARS マクル6
- カルチョビット
- アムノーク (FM77AV)

## 関連作品
チョコボスタリオン
競走馬をスクウェアの看板キャラクターである鳥のチョコボに置き換えた競走羽育成シミュレーションゲーム
タイトル通り、ダービースタリオンシリーズのゲーム性をベースとしており、開発者である薗部がゲームデザインやカップリングプログラムを担当し、開発元のパリティビットがコピーライト表記に名を連ねている。

## おもな所有馬
持ち馬にはコンピューターゲームやITに関連する馬名を付けることが多い。
- スタープログラマー[1]（1997年葵ステークス・1998年サンライズステークス）
- バランスオブゲーム（2001年新潟2歳ステークス[1]・2002年弥生賞・セントライト記念・2003年毎日王冠・2005年中山記念・2006年中山記念・オールカマー）
- アブソリュート（2009年東京新聞杯・富士ステークス）
- アイポッパー（一口馬主、2006年ステイヤーズステークス・2007年阪神大賞典）
- ローゼンカバリー（一口馬主）

## 連載
- 週刊Gallop『○○だけど馬主』